# Antonie Baumeister
Antonie Baumeister, eigentlich Antonie Baumüller, verheiratete Antonie von Jagemann (* 23. November 1842 in Hamburg; † Oktober 1902) war eine deutsche Theaterschauspielerin.

## Leben
Die Tochter von Wilhelm Baumeister und Therese Ringelhardt war ein echtes Theaterkind und obgleich ihre Eltern entschieden dagegen waren, dass sie sich ebenfalls der Bühnenlaufbahn zuwende, so unterließ sie des dennoch nicht, sofort nach Verlassen des Pensionats in Dresden (nach ihrer Konfirmation) ihrer unabweislichen Neigung Folge gebend, sich dem Theater zuzuwenden. Nachdem sie bei Adele Peroni-Glasbrenner Unterricht genommen hatte, fand sie ihr erstes Engagement am Hamburger Stadttheater 1858, hierauf in Wiesbaden und Kassel und 1866 am Aktientheater in München, von 1867 bis 1870 wirkte sie am Stadttheater Nürnberg, von 1871 bis 1872 am Thaliatheater in Breslau, 1873 in Stettin, 1874 in Bremen, 1875 am Residenztheater in Berlin, 1876 am Hoftheater in St. Petersburg, wo sie bis 1882 verblieb. 1889 kam sie ans Berliner Theater, 1895 bis 1899 am Hoftheater in Hamburg und dann wieder am Berliner Theater, wo sie bis zu ihrem Tode verblieb.
Ihr Onkel war Bernhard Baumeister und ihre Tante Marie Baumeister, ihr Großvater Friedrich Sebald Ringelhardt.

## Rollen (Auswahl)
- Herzogin in Welt, in der man sich langweilt
- Annaliese in Wie die Alten sungen
- Madame Guichard in Monsieur Alphonse